# Un fatto ovvio
Un fatto ovvio è un brano musicale della cantante italiana Laura Pausini. È il 3° singolo estratto il 10 aprile 2009 dall'album Primavera in anticipo, del 2008. In Italia è l'ultimo singolo estratto dall'album.

## Il brano
Il testo della canzone è scritto da Laura Pausini insieme a Cheope, mentre la musica è di Daniel Vuletic. La produzione del brano è stata affidata a Dado Parisini; l'adattamento spagnolo è di Ignacio Ballesteros.
La canzone viene tradotta in lingua spagnola con il titolo Un hecho obvio, inserita nell'album Primavera anticipada ed estratta come 3º ed ultimo singolo in Spagna e in America Latina.
I 2 brani vengono trasmessi in radio; vengono realizzati i 2 videoclip.

## Il video
Il videoclip (in lingua italiana e in lingua spagnola) è stato diretto dal regista Gaetano Morbioli e girato in un quartiere popolare dell'ex Berlino Est e in un ospedale dismesso. Il playback di Laura Pausini è stato invece girato in un teatro di posa dove sono state ricostruite le ambientazioni dell'ospedale psichiatrico.
Nel videoclip si immagina un futuro prossimo dove le relazioni d'amore in pubblico sono proibite dalla legge, ma nonostante tutto la storia si conclude con un lieto fine.
Nel 2009 i due videoclip di Un fatto ovvio e Un hecho obvio vengono inseriti nei DVD Laura Live World Tour 09 e Laura Live Gira Mundial 09.
Viene realizzato anche il Making of the video di Un fatto ovvio che non viene pubblicato su nessun supporto audio-video, ma solo sul canale di Laura Pausini su YouTube.

## Tracce
CDS - Promo Warner Music Europa
1. Un fatto ovvio

CDS - Promo Warner Music Spagna-Latina
1. Un hecho obvio

Download digitale
1. Un fatto ovvio
2. Un hecho obvio

## Formazione
- Laura Pausini: voce, cori
- Dado Parisini: tastiera, pianoforte
- Gabriele Fersini: chitarra
- Massimo Varini: chitarra
- Emiliano Fantuzzi: chitarra
- Riccardo Galardini: chitarra
- Cesare Chiodo: basso
- Alfredo Golino: batteria
- Curtq Bisquera: batteria

## Colonna sonora
Nel 2009 Un hecho obvio viene utilizzato come colonna sonora della telenovela cilena Sin anestesia.

## Classifiche
| Classifica (2009) | Posizione massima |
| ----------------- | ----------------- |
| Europa            | 83                |
| Italia            | 14                |

Un hecho obvio
| Classifica (2009) | Posizione massima |
| ----------------- | ----------------- |
| Cile              | 15                |